# Incipit Satan
Incipit Satan es el quinto álbum de estudio de la banda noruega de black metal Gorgoroth. Fue lanzado en febrero de 2000 bajo el sello discográfico Nuclear Blast y reeditado en 2006 por Back on Black Records. 
La música corrió enteramente a cargo de los guitarristas Infernus y Tormentor. Se diferencia del resto de discos de Gorgoroth en que incluye elementos de música industrial y más melodías. Incipit Satan también fue el primer disco en el que Gaahl participaba como único vocalista y King ov Hell como bajista. Este disco fue dedicado al amigo y antiguo miembro de la banda Grim.

## Listado de canciones
| N.º   | Título                             | Letras             | Música                  | Duración |  |
| 1.    | «Incipit Satan»                    | Gaahl              | Tormentor               | 4:33     |  |
| 2.    | «A World to Win»                   | Infernus           | Infernus, Tormentor     | 3:43     |  |
| 3.    | «Litani til Satan»                 | Charles Baudelaire | Infernus                | 4:33     |  |
| 4.    | «Unchain My Heart!!!»              | Infernus           | Infernus                | 4:47     |  |
| 5.    | «An Excerpt of X»                  | Infernus           | Infernus                | 5:50     |  |
| 6.    | «Ein Eim av Blod og Helvetesild»   | Gaahl              | Infernus, Tormentor     | 3:09     |  |
| 7.    | «Will to Power»                    | Gaahl              | Daimonion, King ov Hell | 4:28     |  |
| 8.    | «When Love Rages Wild in My Heart» | Infernus           | Infernus                | 5:43     |  |
| 36:48 |                                    |                    |                         |          |  |

## Miembros
- Gaahl - voz
- Infernus - guitarra (bajo, batería y voz en la canción número 5)
- Tormentor - guitarra (voz de acompañamiento en la canción número 4)
- King ov Hell - bajo
- Sersjant (Erlend Erichsen) - batería
- Ivar Bjørnson (aparece en los créditos como Daimonion) - piano
- Michael Krohn (aparece en los créditos como Mickey Faust) - (voz de acompañamiento en la canción número 8)